# The Perfect Machine
The Perfect Machine är det italienska progressiva power metal-bandet Vision Divines fjärde studioalbum, utgivet i oktober 2005 på Scarlet Records, i Japan på Nexus och i Taiwan på Rock Empire.
Albumet producerades av Timo Tolkki (Stratovarius).
Skivan var den sista med keyboardisten Oleg Smirnoff och basisten Andrea Torricini (som dock senare återvände till bandet), samt den första med gitarristen Federico Puleri. Då man vid inspelningstillfället inte hade någon fast trummis engagerades sessionmusikern Danil Morini.

## Låtlista
1. "The Perfect Machine" – 7:58
2. "1st of a Never-ending Day" – 6:13
3. "The Ancestor's Blood" – 5:53
4. "Land of Fear" – 4:25
5. "God Is Dead" – 5:21
6. "Rising Sun" – 5:23
7. "Here in 6048" – 6:32
8. "The River" – 4:29
9. "Now That You've Gone" – 5:59

Bonusspår på japanska utgåvan
1. "The Needle Lies" (Queensrÿche-cover) – 3:00

Bonusspår på taiwanesiska utgåvan
1. "The Needle Lies" – 3:00
2. "The Secret of Life" (Live) – 5:23

## Medverkande
Musiker
- Michele Luppi – sång
- Olaf Thörsen – gitarr
- Federico Puleri – gitarr
- Andrea "Tower" Torricini – basgitarr
- Oleg Smirnoff – keyboard

Bidragande musiker
- Danil Morini – trummor
- Leonardo Baricordi – berättarröst

Produktion
- Timo Tolkki – producent
- Olaf Thörsen – producent
- Oleg Smirnoff – producent
- Michele Luppi – sångproducent, inspelningstekniker
- Luigi Stefanini – sångmixning
- Ricky Andreoni – albumkonst
- Six Catalano – foto